# 中華人民共和国の最高指導者一覧
中華人民共和国の最高指導者一覧（ちゅうかじんみんきょうわこくのさいこうしどうしゃいちらん）は、中華人民共和国の政策決定について最終決定権を行使した最高指導者と呼ばれる人物の一覧である。中国の最高指導者が支配政党・国家・政府・軍隊の最高職を独占する全体主義体制は、事実上の同国の元首となった。現行の中華人民共和国憲法には直接国家元首を定める規定はないが、同国では中国共産党の総書記を兼任する者が事実上の党と国家の最高指導者となっている。

## 概要
中華人民共和国の政治構造は、憲法に明記されているように、中国共産党が国家を領導（上下関係を前提とする指導）する。従って、中国共産党の最高指導者（総書記）が国家の最高指導者（最高領導人）となる。
中国共産党の最高指導者は、党則上、中国共産党中央委員会総書記（1982年以前は中央委員会主席）であるが、1980年代の鄧小平のように、党の最高職に立たずに最高指導者となったケースもある。これは、党の最高職である主席・総書記と、中国共産党の党軍であり、事実上の国軍でもある中国人民解放軍を統帥する中国共産党中央軍事委員会主席を務める人物が分かれていたからである。鄧小平は権力の源泉となる軍の統帥権者である党中央軍事委員会主席の地位を確保し、自身の腹心の配下である胡耀邦・趙紫陽らを党総書記に据えることで主導権を掌握した。鄧小平は、1987年10月の第13回党大会で党中央委員・中央政治局常務委員を退いたものの党中央軍事委員会主席の地位は確保し、さらに第13期党中央委員会第1回全体会議（第13期1中全会）で、党中央政治局の重要決定に関する最終決定権を承認された。その後、1989年の第二次天安門事件を受けて開催された第13期5中全会で鄧小平は党総書記の江沢民に党中央軍事委員会主席を譲って「完全引退」を宣言し、無位無官の身となったが、以後も江沢民の後見役として1992年に「南巡講話」を発表し、改革開放路線を推し進めるよう党指導部に迫るなど、最高実力者として振舞った。
同年10月の第14回党大会において江沢民体制が確立したことにより、鄧小平から江沢民へ最高指導者としての地位が移行した。江沢民は党総書記・中央軍事委員会主席とともに、1993年に国家代表である中華人民共和国主席（国家主席）に就任、党・国家・軍の三権を掌握した。これは毛沢東が国家主席に在職（1954年 - 1959年）していたとき以来のことである。中国共産党の最高指導者が党・国家・軍の最高職を独占する権力集中体制は、次代の胡錦濤、次々代の習近平体制にも継承された。

## 実権を握る歴代の最高実力者
※太字の人物は「党中央の核心」と位置付けられた人物。
| 代 | 姓名   | 肖像           | 統治年数            | 統治期間                        | 党首                           | 国家代表         | 国家副代表                          | 首相       | 軍の統帥者         |
| 代 | 姓名   | 肖像           | 統治年数            | 統治期間                        | 主席                           | 中央人民政府主席 | 中央人民政府副主席                  | 政務院総理 | 中央軍事委員会主席 |
| -- | ------ | -------------- | ------------------- | ------------------------------- | ------------------------------ | ---------------- | ----------------------------------- | ---------- | ------------------ |
| 1  | 毛沢東 |                | 26年 + 344日        | 1949年10月1日 - 1976年9月9日    | 毛沢東                         | 毛沢東           | 朱徳 劉少奇 宋慶齢 李済深 張瀾 高崗 | 周恩来     | 毛沢東             |
| 1  | 毛沢東 | 国家主席       | 26年 + 344日        | 1949年10月1日 - 1976年9月9日    | 毛沢東                         | 国家副主席       | 国務院総理                          |            | 毛沢東             |
| 1  | 毛沢東 | 毛沢東         | 26年 + 344日        | 1949年10月1日 - 1976年9月9日    | 毛沢東                         | 朱徳             | 周恩来                              |            | 毛沢東             |
| 1  | 毛沢東 | 劉少奇         | 26年 + 344日        | 1949年10月1日 - 1976年9月9日    | 毛沢東                         | 宋慶齢 董必武    | 周恩来                              |            | 毛沢東             |
| 1  | 毛沢東 | 空席           | 26年 + 344日        | 1949年10月1日 - 1976年9月9日    | 毛沢東                         |                  | 周恩来                              |            | 毛沢東             |
| 1  | 毛沢東 | 華国鋒（代行） | 26年 + 344日        | 1949年10月1日 - 1976年9月9日    | 毛沢東                         |                  |                                     |            | 毛沢東             |
| 1  | 毛沢東 | 華国鋒         | 26年 + 344日        | 1949年10月1日 - 1976年9月9日    | 毛沢東                         |                  |                                     |            | 毛沢東             |
| -  | 華国鋒 |                | 2年 + 76日          | 1976年10月7日 - 1978年12月22日  | 華国鋒                         | 華国鋒           |                                     |            |                    |
| 2  | 鄧小平 |                | 10年 + 322日        | 1978年12月22日 - 1989年11月9日  | 華国鋒                         | 華国鋒           | 趙紫陽                              |            |                    |
| 2  | 鄧小平 | 胡耀邦         | 10年 + 322日        | 1978年12月22日 - 1989年11月9日  | 鄧小平                         |                  | 趙紫陽                              |            |                    |
| 2  | 鄧小平 | 総書記         | 10年 + 322日        | 1978年12月22日 - 1989年11月9日  | 鄧小平                         |                  | 趙紫陽                              |            |                    |
| 2  | 鄧小平 | 胡耀邦         | 10年 + 322日        | 1978年12月22日 - 1989年11月9日  | 鄧小平                         |                  | 趙紫陽                              |            |                    |
| 2  | 鄧小平 | 国家主席       | 10年 + 322日        | 1978年12月22日 - 1989年11月9日  | 鄧小平                         | 国家副主席       | 趙紫陽                              |            |                    |
| 2  | 鄧小平 | 李先念         | 10年 + 322日        | 1978年12月22日 - 1989年11月9日  | 鄧小平                         | ウランフ         | 趙紫陽                              |            |                    |
| 2  | 鄧小平 | 李先念         | 10年 + 322日        | 1978年12月22日 - 1989年11月9日  | 鄧小平                         | ウランフ         | 趙紫陽                              | 趙紫陽     |                    |
| 2  | 鄧小平 | 李先念         | 10年 + 322日        | 1978年12月22日 - 1989年11月9日  | 鄧小平                         | ウランフ         | 李鵬 （代行）                       |            |                    |
| 2  | 鄧小平 | 楊尚昆         | 10年 + 322日        | 1978年12月22日 - 1989年11月9日  | 鄧小平                         | 王震             | 李鵬                                |            |                    |
| 2  | 鄧小平 | 楊尚昆         | 10年 + 322日        | 1978年12月22日 - 1989年11月9日  | 鄧小平                         | 王震             | 李鵬                                | 江沢民     |                    |
| 3  | 江沢民 | 楊尚昆         |                     | 13年 + 6日                      | 1989年11月9日 - 2002年11月15日 | 王震             | 李鵬                                | 江沢民     |                    |
| 3  | 江沢民 | 江沢民         | 栄毅仁              | 13年 + 6日                      | 1989年11月9日 - 2002年11月15日 |                  | 李鵬                                | 江沢民     |                    |
| 3  | 江沢民 | 江沢民         | 胡錦濤              | 13年 + 6日                      | 1989年11月9日 - 2002年11月15日 | 朱鎔基           |                                     | 江沢民     |                    |
| 4  | 胡錦濤 |                | 10年 + 0日          | 2002年11月15日 - 2012年11月15日 | 胡錦濤                         | 胡錦濤           | 曽慶紅                              | 江沢民     | 温家宝             |
| 4  | 胡錦濤 | 習近平         | 10年 + 0日          | 2002年11月15日 - 2012年11月15日 | 胡錦濤                         | 胡錦濤           | 胡錦濤                              |            | 温家宝             |
| 5  | 習近平 |                | 12年 + 230日 (現職) | 2012年11月15日 - （現職）       | 習近平                         | 習近平           | 李源潮                              | 李克強     | 習近平             |
| 5  | 習近平 | 王岐山         | 12年 + 230日 (現職) | 2012年11月15日 - （現職）       | 習近平                         | 習近平           |                                     | 李克強     | 習近平             |
| 5  | 習近平 | 韓正           | 12年 + 230日 (現職) | 2012年11月15日 - （現職）       | 習近平                         | 習近平           | 李強                                |            | 習近平             |

## 現在の党・国家最高指導者
現在
| 代 | 人目 | 党総書記/最高指導者                                | 党総書記/最高指導者 | 生年月日      | 年齢 | 政権   | 最高指導部                                             | 在任期間                                           | 日数         | 所属政党   |
| -- | ---- | -------------------------------------------------- | ------------------- | ------------- | ---- | ------ | ------------------------------------------------------ | -------------------------------------------------- | ------------ | ---------- |
| 5  | 6    |                                                    | 習近平              | 1953年6月15日 | 72歳 | 習政権 | 習近平、李克強、張徳江、兪正声、劉雲山、王岐山、張高麗 | 2012年11月15日 - 2017年10月25日                    | 4年 + 344日  | 中国共産党 |
| 5  | 6    | 習近平、李克強、栗戦書、汪洋、王滬寧、趙楽際、韓正 | 習近平              | 1953年6月15日 | 72歳 | 習政権 | 2017年10月25日 -2022年10月23日                         | 7年 + 251日                                        |              | 中国共産党 |
| 5  | 6    | 習近平、李強、趙楽際、王滬寧、蔡奇、丁薛祥、李希   | 習近平              | 1953年6月15日 | 72歳 | 習政権 | 2022年10月23日 - （現職）                              | 7年 + 251日                                        |              | 中国共産党 |
|    |      |                                                    |                     |               |      |        | 全体中央政治局常務委員を含めた習政権の通算在任日数     | 全体中央政治局常務委員を含めた習政権の通算在任日数 | 12年 + 230日 | 中国共産党 |

## 存命中の党総書記経験者
2022年11月30日に江沢民が死去したことにより、存命中の党総書記経験者は胡錦濤のみとなった。
| 氏名   | 在任期間      | 生年月日               | 現所属政党 | 現在の政治活動 |
| ------ | ------------- | ---------------------- | ---------- | -------------- |
| 胡錦濤 | 2002年–2012年 | 1942年12月21日（82歳） | 中国共産党 |                |

## 第一夫人一覧
第一夫人（だいいちふじん）は、中華人民共和国の最高指導者の配偶者のことである。第一夫人は公的な役職ではないため、給与や公的職務は与えられていないが、一部の配偶者は独自の役割を果たした。
| 代 | 画像 | 夫人名           | 指導者 | 所属政党   | 在任期間                        | 備考                                           |
| -- | ---- | ---------------- | ------ | ---------- | ------------------------------- | ---------------------------------------------- |
| 1  |      | 江青 (1914–1991) | 毛沢東 | 中国共産党 | 1949年10月1日 – 1976年9月9日    | 党主席夫人。文化大革命を指導した四人組の一人。 |
| 2  |      | 韓芝俊 (1930–)   | 華国鋒 | 中国共産党 | 1976年10月7日 – 1978年12月22日  | 党主席夫人。                                   |
| 3  |      | 卓琳 (1916–2009) | 鄧小平 | 中国共産党 | 1978年12月22日 – 1989年11月9日  |                                                |
| 4  |      | 王冶坪 (1928–)   | 江沢民 | 中国共産党 | 1989年11月9日 – 2002年11月15日  | 党総書記夫人。                                 |
| 5  |      | 劉永清 (1940–)   | 胡錦濤 | 中国共産党 | 2002年11月15日 – 2012年11月15日 | 党総書記夫人。                                 |
| 6  |      | 彭麗媛 (1962–)   | 習近平 | 中国共産党 | 2012年11月15日 – 現職           | 党総書記夫人。軍隊歌手。                       |